# Mind (psychische zorg)
Mind (voorheen Landelijk Platform GGz (LPGGz)) is een overkoepelend platform aangaande de geestelijke gezondheidszorg.
Verschillende samenwerkingen zijn gemanifesteerd in verschillende divisies. Zo zijn bij Mind cliënten- en familieorganisaties aangesloten in het MIND Landelijk Platform Psychische Gezondheid.

## Geschiedenis
Het Landelijk Platform GGz was een koepelorganisatie van verschillende patiëntenverenigingen in de geestelijke gezondheidszorg (ggz). Het LPGGz trad op als vertegenwoordiger en belangenbehartiger. Het was een koepel van 20 cliënten- en familieorganisaties. Het platform was gesprekspartner van en aanspreekpunt voor politici, beleidsmakers, beleidsuitvoerders, zorgverzekeraars en brancheorganisaties. In 2017 veranderde de naam van het Landelijk Platform GGz in Mind.

## Zorgakkoord
Op 13 september 2022 sloten diverse partijen uit de zorg het integrale zorgakkoord. Dit akkoord heeft als doel om de zorg in de toekomst toegankelijk en betaalbaar te houden. De ledenvergadering van ggz MIND heeft unaniem besloten het zorgakkoord niet te ondertekenen. De redenen die hiervoor genoemde worden zijn volgens MIND een verslechtering van de vrije artsenkeuze, geen goede bescherming van de privacy ook zou de financiering van de inzet van ervaringsdeskundigen onvoldoende zijn.